# Literair Gent
Literair Gent is een archief- en erfgoedcollectie over auteurs en literatuur die een band hebben met Gent. Het samenwerkingsverband van de Stedelijke Openbare Bibliotheek Gent werd in 2004 opgericht. Samen met een aantal Vlaamse en Nederlandse cultuur- en erfgoedinstellingen worden informatie, documentatie en archieven over literatuur in Gent en Gent in de literatuur, van de middeleeuwen tot vandaag, samengebracht.
Literair Gent is een papieren knipselarchief en een erfgoedcollectie met onder andere foto's, brieven, handschriften, typoscripten, affiches en boekenwikkels. Het wordt bij het Archief Gent en het Letterenhuis te Antwerpen bewaard. Er is tevens een uitgebreide website met biografieën van Gentse auteurs, informatie over het literaire leven in Gent, literatuurfragmenten en literaire wandelingen in Gent.

## Historiek
Johan Daisne, pseudoniem van Herman Thiery, was van 1945 tot 1977 hoofdbibliothecaris en directeur van de Gentse openbare stadsbibliotheek aan de Ottogracht. Hij legde een uitgebreid klassement aan van meer dan 400 Gentse auteurs, waarin hij zowel documentatie over die auteurs (waaronder portretfoto's, doodsprentjes, biografieën en persknipsels) als hun werken (waaronder boekomslagen, affiches en publicaties) en persoonlijke documenten (waaronder foto's van ontmoetingen en evenementen, brieven en uitnodigingen) verzamelde.
Deze documentaire en archiefcollectie verhuisde in 1980 naar de nieuwe Gentse stadsbibliotheek aan de Kouter en werd daar verder aangevuld door bibliothecarissen, vooral met persknipsels uit kranten en weekbladen. In 1992 volgde deze collectie de bibliotheek opnieuw bij de verhuizing naar het Zuid, in de voormalige kantoren van de Gentse Elektriciteits- en Gasdiensten.
Medewerkers van de bibliotheek verzamelden literaire beschrijvingen van Gent, Gentse figuren, stadsbeelden, evenementen en historische gebeurtenissen afkomstig uit romans, dichtbundels, toneelstukken, bloemlezingen en bibliografieën, wat resulteerde in een boek. Zowat een tiende van het verzamelde materiaal kwam in het boek terecht. De inventaris, met duizenden literaire fragmenten, werd bewaard en vormden de bron voor de website van Literair Gent.

### Splitsing van het archief

Portretfoto van Alexis Callant door Achille Sacré-Smits

In De Krook, de nieuwbouw waar de stadsbibliotheek in 2017 introk, was er geen plaats meer voorzien voor deze analoge documentaire en archiefcollectie. Het Letterenhuis werd gevraagd om een selectie uit deze collectie te maken, die naar Antwerpen verhuisde. Het grootste deel bleef in Gent. Medewerkers van de Gentse stadsbibliotheek en Literair Gent selecteerden hieruit zo'n 3000 stukken met erfgoedwaarde. Dit archief werd overgedragen aan het Archief Gent voor digitalisering, metadatering en bewaring. In 2021 werden ook de knipselmappen met het overige analoge documentaire materiaal, vooral afkomstig uit kranten en weekbladen, opgenomen in de collectie van Archief Gent.
Het decreet op het integraal lokaal cultuurbeleid (juli 2001) gaf onder andere aan elke Vlaamse openbare bibliotheek de opdracht om het cultureel erfgoed van de eigen gemeente te bewaren. Het erfgoeddecreet (april 2004) zorgde ervoor dat steden via het afsluiten van een convenant cultureel erfgoed een geïntegreerd erfgoedbeleid konden ontwikkelen. Deze opdracht werd in Gent uitgevoerd door de vzw Gent Cultuurstad. 
De website Literair Gent ontstond vanuit het engagement van de Gentse stadsbibliotheek en de vzw Gent Cultuurstad om een gezamenlijk project op te zetten rond het Gentse literair erfgoed. In 2004 werd de website Literair Gent gelanceerd. Sindsdien wordt de website geactualiseerd door tientallen vrijwilligers en medewerkers van verscheidene erfgoedinstellingen. Het project Literair Gent werd in 2005 bekroond met de VGI-ICT innovation Award van de Vereniging voor Geschiedenis en Informatica.

## Partners
Literair Gent is een initiatief van Bibliotheek De Krook (de Gentse stadsbibliotheek) en STAM Gent, met medewerking van Archief Gent (de archiefdienst van Stad en OCMW Gent), het Departement Cultuur, Sport en Vrije Tijd van de Stad Gent, het Poëziecentrum (Gent), District09 en de Universiteitsbibliotheek Gent. Naast deze Gentse instellingen zijn ook het Letterenhuis in Antwerpen en de Digitale Bibliotheek voor de Nederlandse Letteren (DBNL, Leiden) partners van Literair Gent.

## Website
De website van Literair Gent geeft een digitaal overzicht en omvat de volgende onderdelen:
- Overzichten: algemene bijdragen over het Gentse literaire leven, over een bepaalde periode of een Gents thema
- Lexicon met volgende afdelingen:
  - Auteurs: bio- en bibliografische informatie over Gentse auteurs en niet-Gentse passanten die in literaire publicaties over Gent schreven
  - Anoniemen: werken waarvan de auteur niet gekend is en waarin Gent een rol speelt
  - Literaire verenigingen en genootschappen die in Gent gevestigd zijn of er een band mee hebben
  - Literair-culturele tijdschriften, in Gent uitgegeven of opgericht
  - Evenementen: congressen, tentoonstellingen en festivals die een belangrijke rol speelden in het Gentse literaire leven
- Literaire fragmenten over Gentse figuren, onderwerpen en locaties
- Virtuele literaire wandelingen in Gent of gewijd aan één bepaalde auteur

Via interne links kan van een lemma over een auteur of een overzicht doorgeklikt worden naar een verwant item op de website, bijvoorbeeld naar een tekstfragment uit een werk of naar een andere auteur.